# Aligia falcata
Aligia falcata är en insektsart som beskrevs av Hepner 1939. Aligia falcata ingår i släktet Aligia och familjen dvärgstritar. Inga underarter finns listade i Catalogue of Life.